# أل رايت
أل رايت (بالإنجليزية: Al Wright)‏ هو لاعب كرة قاعدة أمريكي، ولد في 31 مارس 1842، وتوفي في 20 أبريل 1905.